# Golfo Aranci
Golfo Aranci (Figari in sardo e gallurese, Fìgari in corso) è un comune italiano di 2 373 abitanti della provincia della Gallura Nord-Est Sardegna in Sardegna, nella subregione della Gallura.

## Geografia fisica

### Territorio

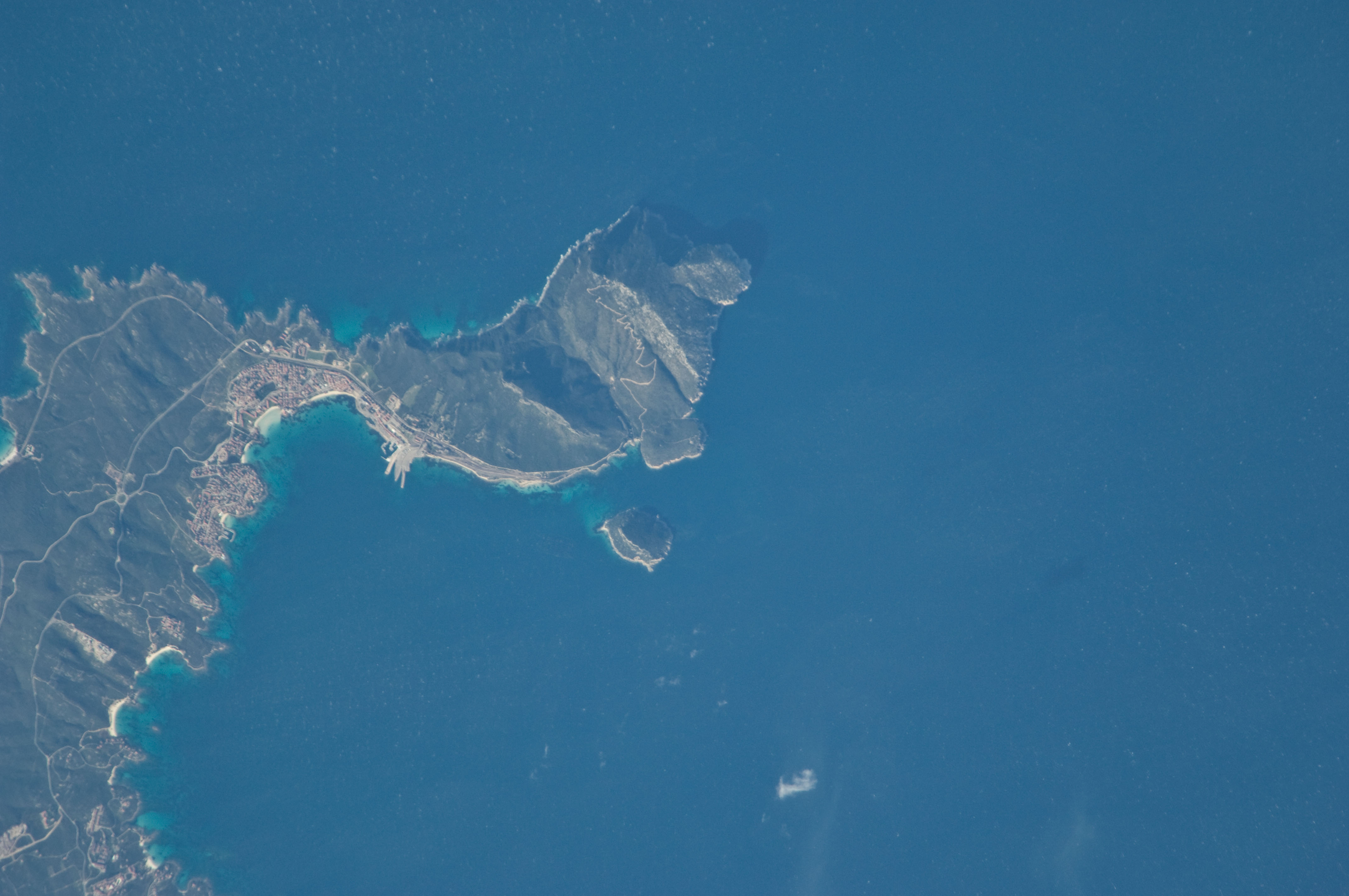
Vista satellitare del territorio di Golfo Aranci

Golfo Aranci appare territorialmente come una lingua di terra in mezzo al mare. La parte più estrema è il promontorio di Capo Figari.

## Origini del nome
Il toponimo Golfo Aranci deriva dal corretto riferimento alla storica località di Cala'e sos aranzos, dal termine sardo per gli egagropili; altre interpretazioni derivano dall'adattamento di inesistenti termini galluresi.

## Storia

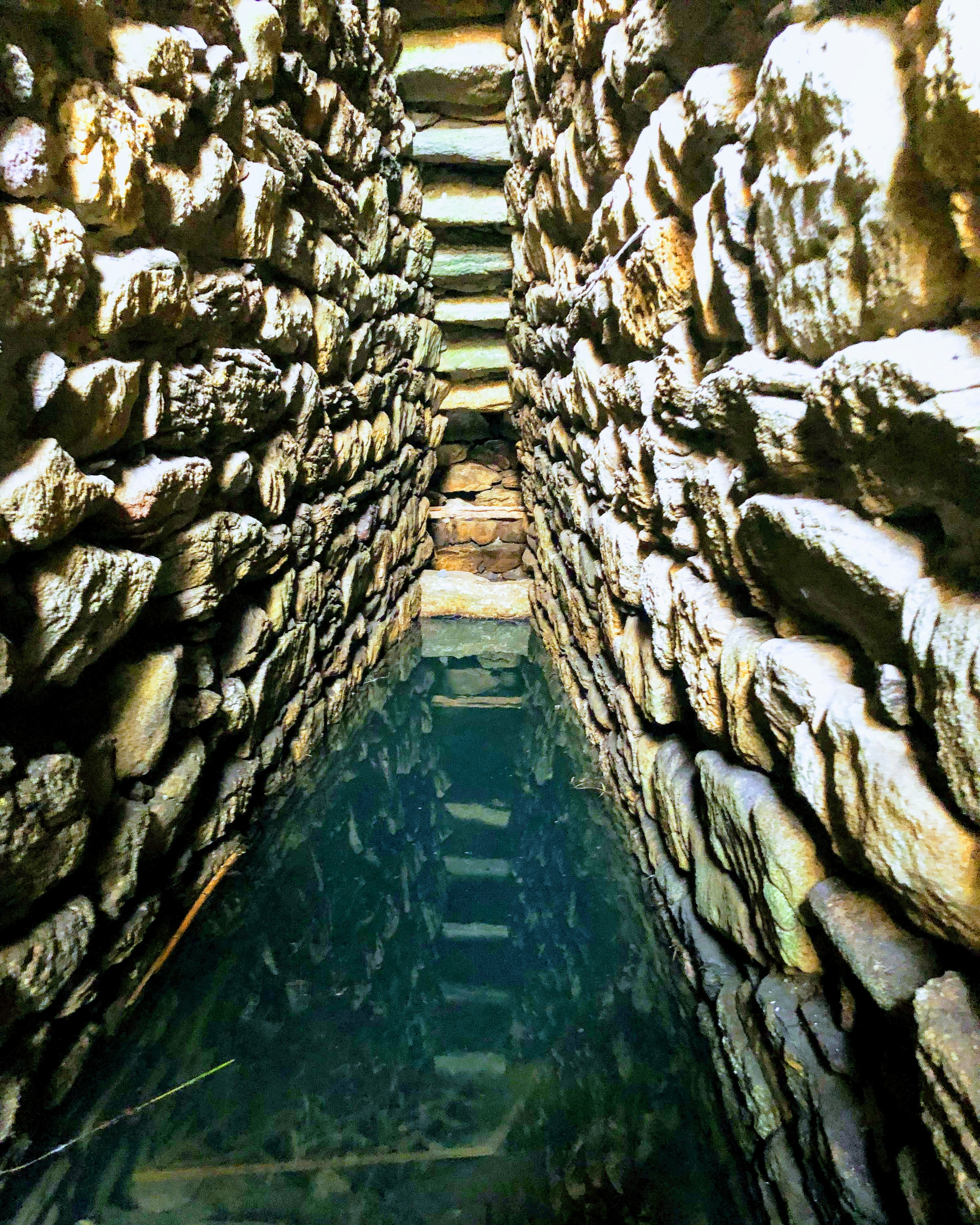
Pozzo Sacro di Milis

La presenza di un pozzo sacro detto Pozzo Milis, dimostra che il territorio era già frequentato in periodo nuragico. Inoltre nelle acque di Cala Moresca sono stati rinvenuti reperti subacquei databili presumibilmente dal III secolo a.C. in poi. Il territorio di Golfo Aranci appare come uno scalo naturale, ciò ha determinato la sua vocazione marittima e commerciale. Anche l'isolotto di Figarolo era frequentato sin dall'epoca fenicio-punica e romana; a suffragare ciò vi è una serie di testimonianze archeologiche.
I primi abitanti dell'odierna Golfo Aranci furono pastori che allargarono i loro pascoli nella lingua di terra golfarancina e arrivarono a Golfo Aranci durante il XIX secolo. Con il passare degli anni il mare di Golfo Aranci, particolarmente ricco di pesce, fu attrazione per i pescatori di tutto il mar Tirreno arrivando ad una vera e propria colonizzazione da parte dei pescatori dell'isola di Ponza, di Ventotene e Pozzuoli. Non a caso il 20 giugno, festa di San Silverio patrono di Ponza, i golfoarancini ricordano l'esodo dei pescatori ponzesi con la caratteristica messa e processione nel golfo a bordo di pescherecci.
Ha ottenuto l'autonomia dal comune di Olbia nel 1979.

### Simboli
Lo stemma e il gonfalone del comune di Golfo Aranci sono stati concessi con decreto del presidente della Repubblica del 20 novembre 2000.
Il gonfalone è un drappo di bianco con la bordatura di azzurro.

## Monumenti e luoghi d'interesse

### Architetture religiose
La chiesa più antica è quella di San Giuseppe.

### Siti archeologici
- Pozzo sacro nuragico di Milis: struttura religiosa dedicata al culto delle acque risalente all'età nuragica.

### Aree naturali

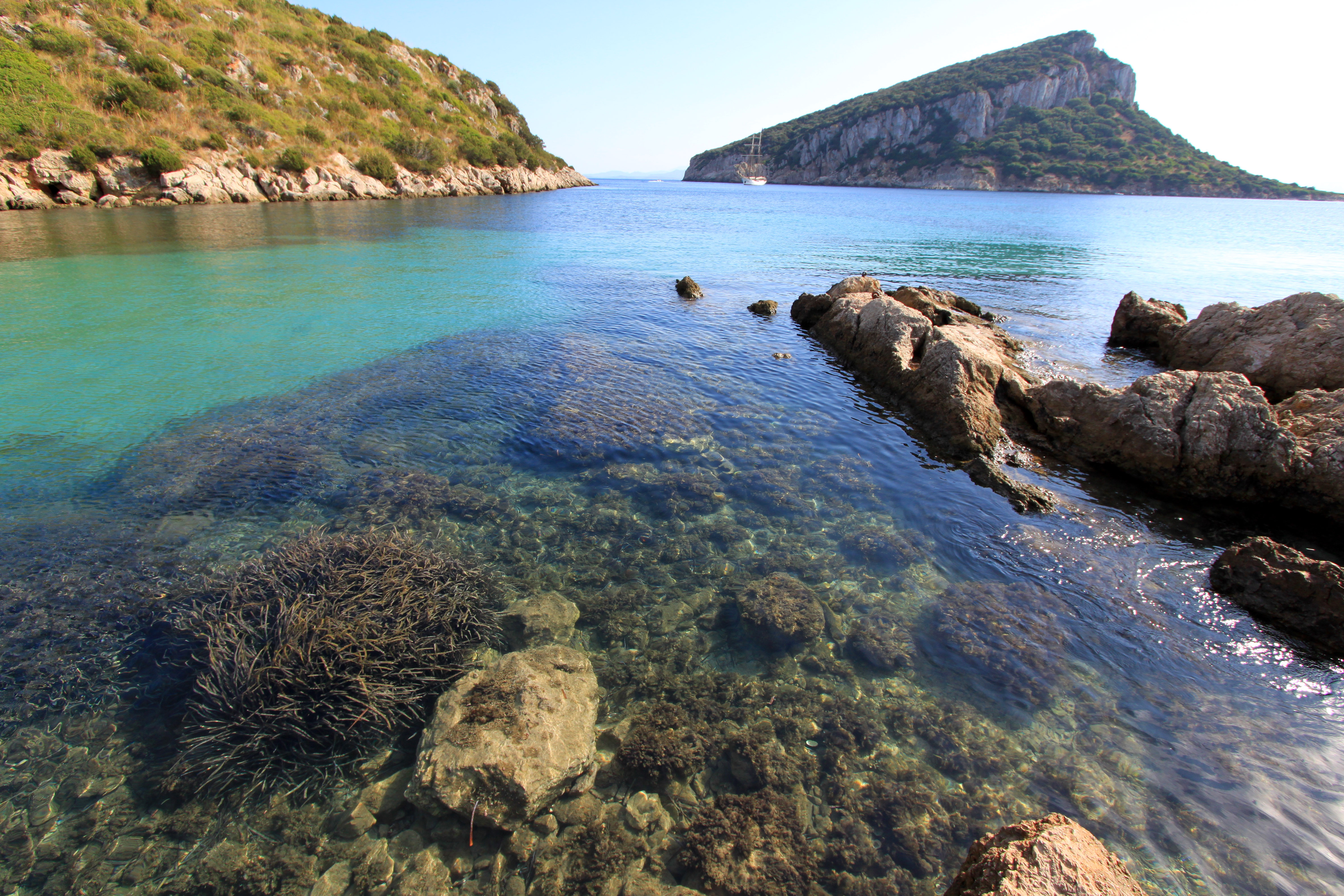
Cala Moresca

Ha sede nel comune il promontorio roccioso di Capo Figari.

## Società

### Evoluzione demografica
Abitanti censiti

### Etnie e minoranze straniere
Secondo i dati ISTAT al 31 dicembre 2010 la popolazione straniera residente era di 87 persone. Le nazionalità maggiormente rappresentate in base alla loro percentuale sul totale della popolazione residente erano:
- Romania 26 1,08%

### Lingue e dialetti
I dialetti parlati a Golfo Aranci sono il gallurese e il sardo logudorese.
In conseguenza alla costruzione del porto mercantile e all'approdo da parte delle Ferrovie dello Stato, Golfo Aranci ospitò nuove famiglie del resto d'Italia che trovarono lavoro e opportunità di sviluppo con le navi statali, insediandosi e contribuendo al miscuglio di etnie.
Di fatto il lessico e la terminologia della parlata golfarancina racchiude termini e cadenze proprie delle diverse regioni di provenienza dei paesani.

## Cultura

### Educazione e ricerca
La base del noto centro internazionale di ricerca Bottlenose Dolphin Research Institute (Istituto per la ricerca applicata sui delfini) e dei ricercatori arrivati da tutto il mondo per partecipare nei diversi progetti didattici e di ricerca si trova a Golfo Aranci. Golfo Aranci è il posto più rappresentativo per svolgere studi sull'interazione tra i delfini e le attività umane dal punto di vista della pesca artigianale e dove anche sono presenti altre attività umane come per esempio l'acquacoltura.

## Geografia antropica

### Frazioni e località
Vera e propria frazione è Rudalza, la quale condivisa con il comune di Olbia risulta come un piccolo paese a sé stante dotato di strutture di primo servizio; è situata a 8 km dall'abitato di Golfo Aranci e confina con Porto Rotondo ed è divisa solamente dalla linea ferroviaria dai complessi residenziali della Marinella, la quale vanta anche un piccolo porto turistico.
Doveroso è ricordare la chiesa campestre della Nostra Signora del Monte, situata sul colle Santa Maria di Figari, sovrastante il golfo della Marinella, festeggiata ogni prima domenica di maggio. Non sono da dimenticare Nodu Pianu e Sos Aranzos, quartieri turistico residenziali comuni a Golfo Aranci ma abitati principalmente da cittadini di Olbia e turisti.

#### Baia Caddinas
Baia Caddinas, è una località prevalentemente turistica adiacente al resto del paese, composta quasi esclusivamente da complessi di case di vacanza o ville estive. È dotata di una spiaggia dal colore cristallino e di un porto turistico. Raggiungere il terminal traghetti di Golfo Aranci è estremamente semplice data anche la distanza inferiore ai 3 km.

## Economia
Basata principalmente sul turismo e sulla pesca. In seguito alla nuova normativa del settore bed and breakfast si sta ampliando il settore ricettivo. Di notevole importanza è il nuovo porto turistico con progetto approvato nel 2007.
Sulla base dei dati del Ministero dell’Economia e delle Finanze relativi ai redditi dei cittadini Sardi riportati nelle dichiarazioni dei redditi del 2019, Golfo Aranci è l'11º comune della Sardegna per numero di contribuenti che dichiarano più di 120.000 euro di reddito, con una percentuale del 6.6 ogni 1.000 contribuenti.

## Infrastrutture e trasporti

### Strade
Golfo Aranci è collegata al territorio circostante per mezzo di due strade provinciali: la SP 16 e la SP 82.

### Ferrovie

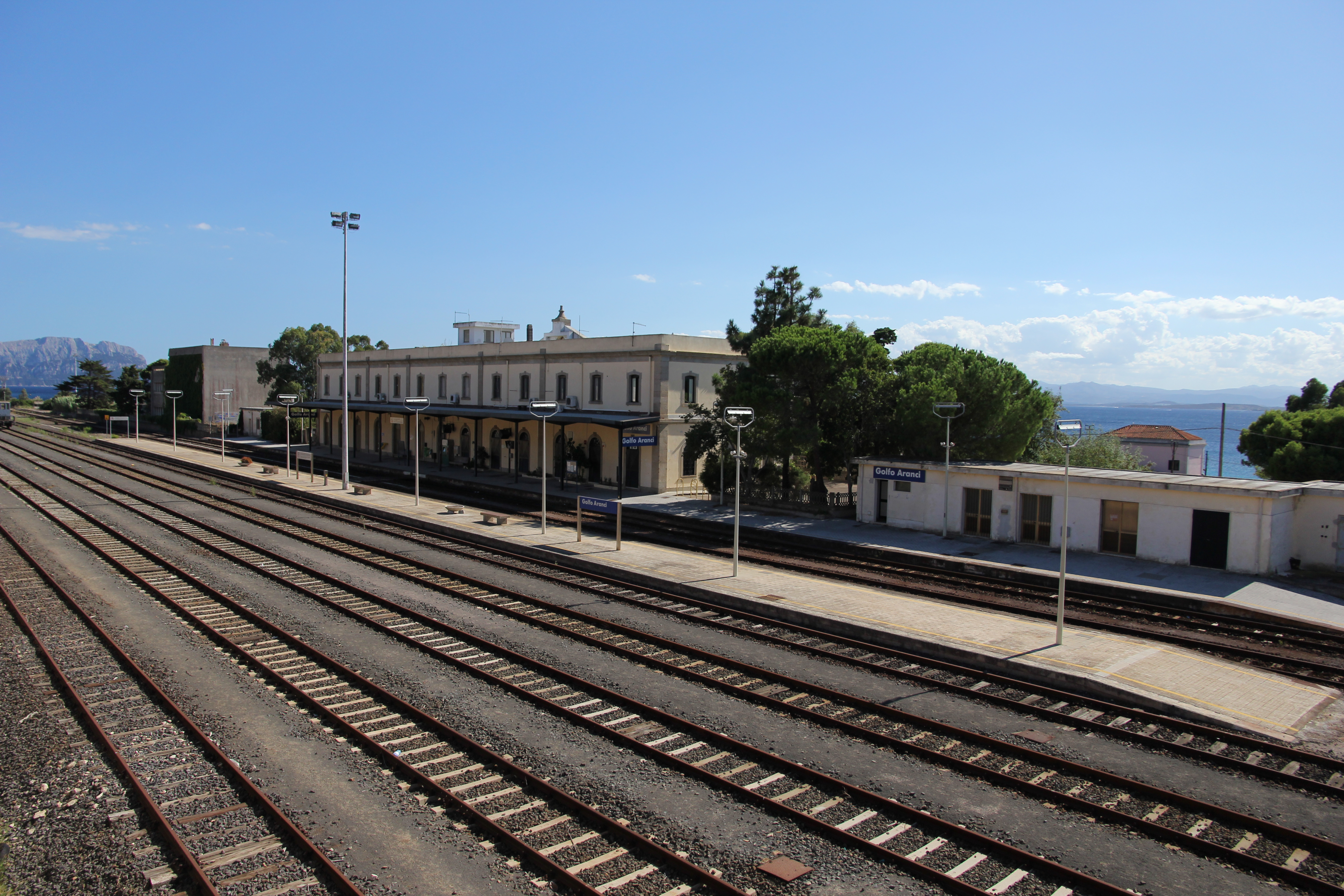
La stazione ferroviaria

Il comune ospita il capolinea settentrionale della principale ferrovia sarda, la Cagliari-Golfo Aranci: nell'abitato sono presenti la stazione di Golfo Aranci (terminal del servizio passeggeri per Olbia espletato da Trenitalia) e lo scalo portuale di Golfo Aranci Marittima, unico impianto sardo in cui è possibile la ricezione dei traghetti ferroviari di Rete Ferroviaria Italiana. La stazione portuale fino alla fine degli anni duemila era servita da un servizio di traghettamento ferroviario con Civitavecchia, in seguito effettuato su richiesta con collegamenti con Messina.
Per il servizio viaggiatori sono attive in territorio comunale anche le fermate di Cala Sabina e Marinella.

### Porto

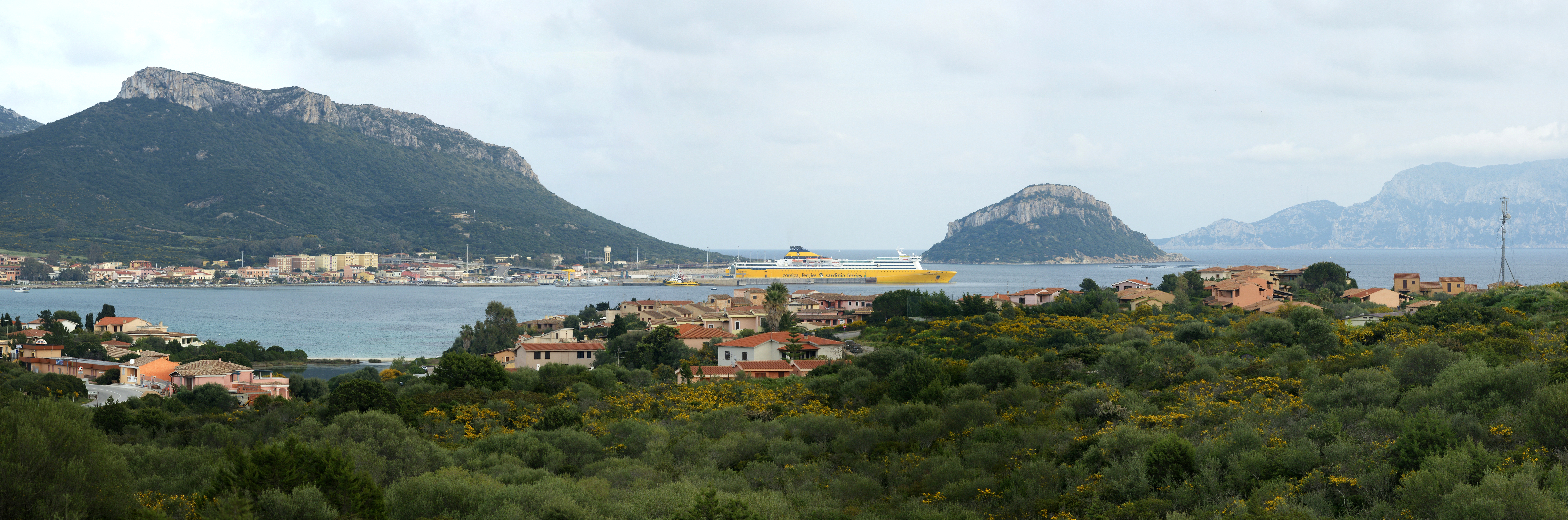
Traghetto della Sardinia Ferries ormeggiato nel porto

Il porto di Golfo Aranci è uno dei più trafficati scali marittimi dell'isola; grazie alla particolare esposizione geografica (è il più vicino alla penisola italiana) vi attraccano i traghetti della Corsica Ferries - Sardinia Ferries per i collegamenti con il continente, in particolare con Livorno tramite viaggio diretto, senza scalo, e con Savona, Tolone e Nizza facendo scalo in Corsica; dall'estate 2017 è inoltre presente, sempre con la stessa compagnia, un collegamento diretto anche con Piombino. È inoltre presente una vecchia, e ormai in disuso, invasatura attrezzata per l'attracco dei traghetti ferroviari di RFI e lo scarico/carico di rotabili.
Nell'estate 2024 anche la compagnia Moby Lines ha operato con il collegamento verso Genova.

## Amministrazione
| Periodo          | Periodo          | Primo cittadino    | Partito                              | Carica                    | Note   |
| ---------------- | ---------------- | ------------------ | ------------------------------------ | ------------------------- | ------ |
| 27 aprile 1997   | 5 giugno 2000    | Sebastiano Barrera | lista civica                         | sindaco                   | [ 10 ] |
| 5 giugno 2000    | 13 maggio 2001   |                    |                                      | commissario straordinario |        |
| 13 maggio 2001   | 29 maggio 2006   | Sergio Memmoli     | lista civica                         | sindaco                   | [ 11 ] |
| 28 maggio 2006   | 31 dicembre 2008 | Sergio Memmoli     | lista civica                         | sindaco                   | [ 12 ] |
| 31 dicembre 2008 | 7 giugno 2009    |                    |                                      | commissario straordinario |        |
| 7 giugno 2009    | 25 maggio 2014   | Giuseppe Fasolino  | lista civica "Progetto Golfo Aranci" | sindaco                   | [ 13 ] |
| 25 maggio 2014   | 16 giugno 2019   | Giuseppe Fasolino  | lista civica "Progetto Golfo Aranci" | sindaco                   | [ 14 ] |
| 16 giugno 2019   | in carica        | Mario Mulas        | lista civica "Progetto Golfo Aranci" | sindaco                   |        |

### Gemellaggi
- Ventotene (comune), dal 2022

## Sport

### Calcio
La squadra di calcio della città è S.S. P.M. Golfo Aranci Calcio che milita nel girone D sardo di Prima Categoria.